# Otguichlag (Kelbajar)
Otguichlag est un village de la région de Kelbajar en Azerbaïdjan.

## Histoire
Le nom ancien du village était Amiralilar.
En 1993-2020, Otguichlag était sous le contrôle des forces armées arméniennes. Le 25 novembre 2020, sur la base d'un accord trilatéral entre l'Azerbaïdjan, l'Arménie et la Russie en date du 10 novembre 2020, la région de Kelbajar, y compris le village de Otguichlag, a été restituée sous le contrôle de l'Azerbaïdjan.